# Кумански език
Куманският език е мъртъв език от кипчакския клон на тюркските езици. Говорен е от куманите през Средновековието. Изчезва напълно през XVII век. Един от източниците за изследването му е Куманският сборник.

## Кумански сборник
Куманският сборник (Codex cumanicus) е средновековен разговорник, използван вероятно от католически мисионери при куманите. Днес се съхранява в библиотеката „Св. Марко“ във Венеция. (Cod. Mar. Lat. DXLIX).

### Произход и съдържание
Сборникът вероятно има дълга история. Търговски, политически и религиозни кръгове в Унгария са търсели полезни отношения с куманите още по времето на техния възход през XI век. С основаването на търговски колонии на градове като Генуа в черноморския регион се е появила и необходимостта от изучаване на кипчакския език и съответно на разговорници.
Най-ранните части от сборника датират най-вероятно от XII – XIII век, като са били допълвани дълго време. Екземплярът във Венеция датира от ранния XIV век. сборникът съдържа няколко части, които са били подвързани заедно. Историците го делят на две отделни и независими части:
- „Италианска книга на преводача“: практически разговорник на кипчакския език, съдържащ списъци от думи на народен латински и преводите им на персийски и кипчакски. Не е ясно дали персийските думи са дошли чрез кипчакски посредници или са били известни на морските търговци от Западна Европа.
- „Немска книга на мисионера“: сборник с различни религиозни текстове (включително превод на молитвата „Отче наш“) и гатанки на кипчакски с преводи на латински и средновисоконемски, откъдето идва името на тази част. Вероятно е била съставена от немски францискански монаси.

### Достоверност
Сборникът се приема за достоверен, но се наблюдават леки отклонения от други източници на кипчакски език. Например, в сборника молитвата „Отче наш“ е предадена като:
Atamız kim köktesiñ. Alğışlı bolsun seniñ atıñ, kelsin seniñ xanlığıñ, bolsun seniñ tilemekiñ – neçikkim kökte, alay [da] yerde. Kündeki ötmegimizni bizge bugün bergil. Dağı yazuqlarımıznı bizge boşatqıl – neçik biz boşatırbiz bizge yaman etkenlerge. Dağı yekniñ sınamaqına bizni quurmağıl. Basa barça yamandan bizni qutxarğıl. Amen!
На турски текстът е:
Atamız sen göktesin. Alkışlı (kutlu) olsun senin adın, gelsin senin hanlığın, olsun senin dileğin– nasıl ki gökte, ve yerde. Gündelik ekmeğimizi bize bugün ver. Ve de yazıklarımızdan (suçlarımızdan) bizi bağışla– nasıl biz bağışlarız bize yaman (kötülük) edenleri. Ve de şeytanın sınamasından bizi koru. Tüm yamandan (kötülükten) bizi kurtar. Amin!
На български текстът е:
Отче наш, Който си на небесата, да се свети Твоето име! Да дойде Твоето царство; да бъде Твоята воля както на небето, така и на земята! Дай ни днес насъщния хляб; и прости ни дълговете, както и ние простихме на нашите длъжници. И не ни въвеждай в изкушение, но избави ни от лукавия. Защото е Твое царството и силата, и славата, до вековете. Амин!
Същият текст в унгарски документ е предаден като:
bezen attamaz kenze kikte, szenleszen szenadon, dsn szenkklon, nicziegen gerde ali kekte, bezen akomazne oknemezne ber bezge pitbtr kngon...

### Гатанки
Куманските гатанки (CC, 119-120; 143-148) са важен източник за изследването на ранното тюркско народно творчество. Ето някои от тях:
- Aq qoynıñ avuzı yoq. Ol yumurtqa. (на турски: Ak koynun ağızı yok. O yumurta.) „Бяла пазва без отвор: яйцето.“
- Kecak ut(a)hi kegede semirrir. Ol huvun. „Мораво дете на връв дебелее: диня.“
- Oturğanım oba yer başqanım baqır canaq. Ol zengi (на турски: Oturağım oba yer bastığım bakır çanak. O üzengi.) „На хълм седя, в медна паница стъпвам: стремето.“